# Herxheimweyher
Herxheimweyher is een plaats in de Duitse deelstaat Rijnland-Palts, en maakt deel uit van de Landkreis Südliche Weinstraße.
Herxheimweyher telt 550 inwoners.

## Bestuur
De plaats is een Ortsgemeinde en maakt deel uit van de Verbandsgemeinde Herxheim.